# Abdullahi Ibrahim Alhassan
Abdullahi Ibrahim Alhassan, né le 3 novembre 1996 à Kano au Nigeria, est un footballeur international nigérian évoluant au poste de milieu de terrain au Boavista FC.

## Biographie

### En club
Il inscrit 12 buts dans le championnat du Nigeria lors de la saison 2017.

### En équipe nationale
Avec les moins de 20 ans, il participe à la Coupe d'Afrique des nations junior en 2015. Lors de cette compétition, il joue quatre matchs. Le Nigeria remporte la compétition en battant le pays organisateur, le Sénégal, en finale.
Il joue son premier match en équipe du Nigeria le 13 août 2017, contre le Bénin. Ce match perdu 1-0 rentre dans le cadre des éliminatoires du championnat d'Afrique des nations 2018.

## Palmarès
- Vainqueur de la Coupe d'Afrique des nations junior en 2015 avec l'équipe du Nigeria des moins de 20 ans